# Smith's (Bermudes)
Pour les articles homonymes, voir Smith.
La paroisse de Smith's est l'une des neuf paroisses des Bermudes. Elle tient son nom de l'aristocrate anglais Sir Thomas Smith/Smythe (1588-1625).
Elle est située au nord-est de l'île principale, au sud du lagon de Harrington Sound. Sa surface est d'environ 6 km2.